# Naillat
Naillat este o comună în departamentul Creuse din centrul Franței. În 2009 avea o populație de 669 de locuitori.

## Evoluția populației
| An        | 1975 | 1982 | 1990 | 1999 | 2006 | 2009 |
| --------- | ---- | ---- | ---- | ---- | ---- | ---- |
| Populație | 955  | 809  | 721  | 641  | 653  | 669  |